# Puig de Mors
El Puig de Mors o Puig d'Amós, conegut pels habitants dels voltants com a s'Homonot, és una elevació de 831,79 metres, situada entre el Puig de sa Cova des Carboners i el Puig de sa Font Fresca, fent partió entre Coma-sema (Bunyola) i Solleric (Alaró).

## Situació
El Puig de Mors està situat sobre la demarcació municipal dels termes de Bunyola i Alaró. Al nord hi ha el Pla de s'Homonot, que continua cap es Corral Fals i sa Ginebrissa, en el Comellar de s'Aigo, i la Serra de Mors; en el vessant nord-oest hi destaca en primer lloc el Bosc Gran de Coma-sema i després les elevacions de sa Rateta (1113) i na Franquesa (1066). Al sud hi té la vall de Solleric, i al sud-oest les terres de Coma-sema i les elevacions de sa Mola. En el seu cim s'hi troba una creu tallada a la mateixa roca que indica l'antiga partió entre les finques de Coma-sema, Almallutx, Almadrà i Solleric.

## Etimologia
El Puig de Mors pren el seu nom de mor amb el significat de 'penya, petit pujol, turó rocallós'. La primera forma documentada és 'Puig damor' (1276), per tant es tractaria d'un nom pervingut de l'antic romànic preàrab o mossàrab. Forma part del conjunt de topònims d'origen oronímic com Castell de Mors, Mora, Serra Morena, Morell, Morella, Morelló, etc.

## Vegetació
L'olivar ocupa part dels costers de Coma-sema i Solleric. Després hi ha zones de bosc d'alzines barrejades amb pins, i en els vessants erosionats aflora en abundància la roca calcària, amb mata, ullastre, ginebró i restes d'alzinar.

## Rutes
Sortint des de la possessió de Coma-sema, es baixa cap a la dreta de les cases per un camí asfaltat i es deixa a l'esquerra la zona de fruiters. El camí segueix un traçat quasi horitzontal fins que a uns 15 minuts de la sortida es comença l'ascens pel vessant de ponent del Puig de Mors. Uns 20 minuts després es passa un marge que separa l'olivar de l'alzinar. Un minut després cal girar a la dreta seguint les marques de pintura verda i taronja. Aquest caminoi ens menarà fins ets Aljupets. Seguint les marques arribarem fins al cim.